# 摧花手
《摧花手》（直译：水晶羽毛的鳥）是一部1970年由達利歐·阿基多編劇和導演的鉛黃電影，也是他的導演處女作。托尼·穆桑特飾演一位在罗马的美國作家，目睹了一名針對年輕女性的連環殺手，努力在自己成為下一個受害者之前揭開兇手的身份。演員陣容還有蘇希·肯德爾、恩里科·瑪麗亞·薩萊諾、艾娃·倫齊、烏貝托·拉荷和馬利歐·阿道夫。
義大利與西德合拍的这部《摧花手》是阿基多「動物三部曲」主題中的第一部，另外两部则是他接下來的《盲俠智多星》（1971）和《血蠅》（1972）。阿基多的劇本大量借鑒了弗雷德里克·布朗1949年的小說《午夜嬌啼》，該小說此前曾於1958年被拍成美國電影。
《摧花手》上映后在国际票房和评论上都获得了成功，人们认为这部电影使20世纪60年代发展起来的意大利恐怖惊悚片类型“鉛黃電影”得以普及开来，开启了阿基多的电影生涯。

## 剧情
萨姆·达尔马斯是一位美国作家，正与英国模特女友朱莉娅在罗马度假。萨姆飽受写作障碍，正准备返回美国，却目睹了一名身着雨衣、戴着黑手套的神秘人在美術館袭击了一名女子。
萨姆想要走上前去，却被困在两扇机械操作的玻璃门之间，只能眼睁睁地看着歹徒逃走。女子莫妮卡·拉涅里（画廊老板阿尔贝托·拉涅里的妻子）存活下来，当地警方没收了萨姆的护照，阻止他出国，因为他是重要的目击证人。人们认为行凶者是一名連環殺手，正在全市謀殺年轻女子。
萨姆对当晚的所见所闻困惑不已，总觉得有一些重要线索被他错过了，于是他决定帮助莫罗西尼督察进行调查。他询问了一名被害妓女的皮条客，走访了其中一名受害者工作过的古董店。在古董店，萨姆发现她死前卖出的最后一件东西是一幅荒凉的风景画，画中一个穿着雨衣的男人正在襲擊一个年轻女人。他拜访了这位画家，却发现又是一條死胡同。回公寓路上，有个戴着黑手套的人袭击了朱莉娅，但萨姆及时赶到救了她，行凶者逃走了。
萨姆开始接到凶手的恐吓电话。警方设法从背景中分离出一种奇怪的声音，后来发现这是一种来自西伯利亚的珍稀鸟类的叫声，由于其羽毛闪烁着半透明的光芒而被称为“水晶羽毛的鳥”。这条线索非常关键，因为罗马唯一的一只同类鸟就养在意大利首都动物园里，于是萨姆和警方得以确定凶手的住处。他们撞见莫妮卡正在与挥刀的丈夫阿尔贝托打斗。短暂打斗后，阿尔贝托从六层楼掉到了楼下的水泥人行道上。死前，他承认了自己的谋杀行为，并告诉大家他爱妻子。
萨姆发现朱莉娅和莫妮卡趁乱跑了，便追了出去，最终来到一栋昏暗的大楼前。他发现自己的朋友卡罗被杀，朱莉娅被捆绑着堵住嘴，受了伤。这时行凶者现身，原来是莫妮卡。萨姆突然意识到，在画廊发生的那起袭击事件中，他什么都没有错过，而是误解了他所看到的：并不是莫妮卡遭到袭击，而是莫妮卡正袭击着穿雨衣的丈夫。她逃走了，他追着莫妮卡来到她的艺术馆，但被莫妮卡放倒的金属雕塑压在地板上。就在莫妮卡举起刀准备杀死他的时候，警察（朱莉娅逃跑后报的警）冲了进来，逮捕了她。萨姆被救出，莫妮卡被送往精神病院。
通过与精神科医生的采访得知，莫妮卡十年前遭受了一次精神创伤。看到袭击事件的画使她精神失常，导致她身份认同为袭击者而不是受害者。阿尔贝托同样也有誘發性精神病疾患，他帮助莫妮卡掩盖谋杀事实，自己也犯下了一些罪行。萨姆和朱莉娅重逢，返回美国。

## 演员
- 托尼·穆桑特（英语：Tony Musante） 饰 萨姆·达尔马斯
- 蘇希·肯德爾（英语：Suzy Kendall） 饰 朱莉娅
- 恩里科·瑪麗亞·薩萊諾（英语：Enrico Maria Salerno） 饰 莫罗西尼督察
- 艾娃·倫齊（英语：Eva Renzi） 饰 莫妮卡·拉涅里
- 烏貝托·拉荷（英语：Umberto Raho） 饰 阿尔贝托·拉涅里
- 雷納托·羅馬諾（義大利語：Renato Romano） 饰 卡洛·多弗教授
- 朱塞佩·卡斯蒂利亞諾 饰 蒙蒂
- 馬利歐·阿道夫（英语：Mario Adorf） 饰 贝尔托·孔萨尔维
- 皮諾·帕蒂（義大利語：Pino Patti） 饰 法耶娜
- 吉爾多·迪·馬可（英语：Gildo Di Marco） 饰 加鲁洛
- 羅西塔·托羅什（義大利語：Rosita Toros） 饰 第四個受害者
- 奧馬爾·波納羅 饰 警探
- 弗爾維奧·明戈齊（英语：Fulvio Mingozzi） 饰 警探
- 維爾納·彼得斯（英语：Werner Peters） 饰 古董商
- 凱倫·瓦倫蒂 饰 蒂娜，第五名受害者
- 卡拉·曼奇尼（英语：Carla Mancini） 饰 看電視的女孩
- 雷吉·納爾德（英语：Reggie Nalder） 饰 尼德尔斯（未署名）

## 影响
雖然達利歐·阿基多是這部電影唯一署名的編劇，但這個故事與美國作家弗雷德里克·布朗1949年的通俗小說《午夜嬌啼》非常相似。阿基多最初是经由導演貝納多·貝托魯奇接觸到這本書的，當時貝托魯奇正在考慮購買電影版權。阿基多對布朗的故事做了些许改變，如將地點從芝加哥改為羅馬，兇手是藝術品經銷商的妻子而不是異國情調的舞者，诱发她的藝術品是一幅畫而不是一座小雕像。布朗的小說先前曾被拍成好萊塢電影《午夜嬌啼》（1958），由戈德·奧斯華執導。
這個故事被認為受到此前馬里奧·巴瓦的鉛黃電影《知道太多的女孩》（1963）的影響，劇情也是一名謀殺案的目擊者，後來意識到原來以為的受害者實際上是行凶者。兇手的黑色雨衣、帽子和手套的服裝則出自巴瓦的《血腥與黑絲絨》（1964）中，後來成為標準的鉛黃電影形象。

## 脚注
1. 1 2 3 4  . Filmportal.de.   [11 April 2017]. （原始内容存档于2016-08-19）.
2. ↑  . British Board of Film Classification. 7 March 1983  [1 September 2018].
3. ↑  McDonagh 2010，第87頁.
4. 1 2  Lucas, Tim. . Video Watchdog. 2007: 810–2. ISBN 978-0-9633756-1-2.
5. ↑  McDonagh 2010，第54-58頁.
6. ↑  Nason, Richard W. . The New York Times. June 26, 1958  [January 27, 2008]. （原始内容存档于2012-06-12）.
7. ↑  McDonagh 2010，第59頁.
8. ↑  Koven 2006，第16頁.